# Fiabilidade (estatística)
A Fiabilidade é um termo da engenharia voltado para o estudo fiabilidade dos sistemas de forma geral, durante o seu ciclo de vida. O profissional da área possui uma visão geral dos campos da engenharia, vendo o sistema como um todo.

## Histórico
O estudo da fiabilidade surgiu com a necessidade crescente da indústria ser cada vez mais fiavel e ter o menor numero de falhas. 
Em muitos campos da engenharia, a fiabilidade é vital: construções como centrais nucleares, aviões, submarinos, são intoleráveis a falhas.
Embora o conceito de fiabilidade tenha nascido para identificar defeitos em produção de larga escala, ultimamente a fiabilidade tem tido um grande avanço na função manutenção das empresas, com o intuito de aumentar a disponibilidade dos equipamentos. Assim surgiu a Engenharia da Fiabilidade, função responsável por manter o parque fabril com uma disponibilidade (Up Time) maior possível.
Uma ferramenta importante no auxílio do Engenheiro de Fiabilidade é uma base de dados sólida e confiável a respeito da vida dos equipamentos sob sua guarda. Neste campo, podemos citar os softwares da categoria CMMS, Computerized Maintainance Management System ou Sistema Computadorizado de Gerenciamento da Manutenção e os software mais utilizados nas grandes industrias, Sistema Integrado de Gestão Empresarial em ingles Enterprise Resource Planning (ERP). Existem centenas, talvez milhares de softwares deste tipo, com custos que vão de centenas de dólares a dezenas de milhares de dólares, sendo parte integrante da função do Engenheiro de fiabilidade escolher aquele que melhor se adapta à sua realidade.

## Definições
O estudo de fiabilidade basicamente pode ser abordado de duas formas:
- Qualitativa, pelo estudo dos modos de falha e suas consequências para o sistema. É a abordagem utilizada na manutenção centrada na fiabilidade.
- Quantitativa, pela medição de número de falhas, tempo de parada e custos associados em manutenção e perda de produção. É a abordagem estatística, no qual o sistema é modelado por distribuição de probabilidade de falha, como por exemplo a distribuição de Weibull.

Em ambas as formas o profissional descreverá o sistema por blocos, representando subsistemas, e atribuindo um grau de fiabilidade. Através desta modelagem pode-se detectar subsistemas críticos, estipular redundâncias e prever sobressalentes, dentre outras ações.

### Estimativa de tempo
A fiabilidade procura o tempo no qual um sistema estará disponível. A escala de tempo irá alimentar a distribuição de probabilidade do equipamento. Porém, a noção de "tempo" pode variar para cada sistema. Por exemplo, ao estudar um automóvel, estima-se como vida útil a distância percorrida, logo a escala de "tempo" do automóvel será em "quilômetros" ou "milhas".
Outra definição importante é o conceito de "um sistema parado não se degrada". Na verdade, podem ocorrer processos de degradação que comprometem a vida útil, antes mesmo do equipamento ser posto em operação.

## Caracterização
1- Período de adaptação: quando as taxas de falhas são altas.
2- Período de operação: quando as taxas de falhas são constantes e relativamente baixas.
3- Fase de desgaste: quando as falhas aumentam constantemente e o produto se deteriora.
A análise dessas situações foram associadas a programas de testes visando simular condições externas de operação para estimar níveis de fiabilidade, mesmo antes dos produtos atingirem uma produção a plena escala.